# 鷲神社 (加須市道目)
鷲神社（わしじんじゃ）は、埼玉県加須市の神社。

## 歴史
創建年代は諸説ある。口伝によれば、足利氏の一族である小野田氏が応仁の乱の混乱を逃れて当地に定着し、小野田次郎左衛門のときに屋敷神として鷲明神を勧請し、1491年（延徳3年）に村の鎮守になったという。一方、江戸時代後期の地誌『新編武蔵風土記稿』によれば、1661年（寛文元年）の勧請としている。千手院が別当寺であった。
1873年（明治6年）、近代社格制度に基づく「村社」に列せられ、1913年（大正2年）の神社合祀により、周辺の「愛宕神社」を合祀した。ところが凶事が発生したことにより、祟りを恐れた氏子によって直ちに復祀された。1928年（昭和3年）に合祀は正式にも中止された。

## 交通アクセス
- 加須ICより車6分。